# Lenny Platt
Lenny Platt (* 25. Juli 1984 in Philadelphia, Pennsylvania) ist ein US-amerikanischer Schauspieler.

## Karriere
Lenny Platt wurde im Juli 1984 in Philadelphia geboren. Er ist puerto-ricanischer, dominikanischer und deutscher Abstammung. Im Alter von 12 Jahren zog die Familie nach Florida. 2006 machte Platt seinen Abschluss an der University of Florida.
Sein Schauspieldebüt gab Platt in der ABC-Daytime-Soap Liebe, Lüge, Leidenschaft. Darin verkörperte er von April 2010 bis zur Einstellung der Soap im Januar 2012 die Rolle des Nate Salinger. Anschließend hatte er Gastrollen in Blue Bloods – Crime Scene New York und Law & Order: Special Victims Unit. In der ersten Staffel von How to Get Away with Murder war er in insgesamt fünf Folgen als  Griffin O'Reilly zu sehen. Ein Jahr später erhielt er die Nebenrolle des Drew Perales in Quantico.

## Filmografie (Auswahl)
- 2010–2012: Liebe, Lüge, Leidenschaft (One Life to Live, Soap)
- 2013: Blue Bloods – Crime Scene New York (Blue Bloods, Fernsehserie, Episode 3x19)
- 2013: Law & Order: Special Victims Unit (Fernsehserie, Episode 13x20)
- 2014–2015: How to Get Away with Murder (Fernsehserie, 5 Episoden)
- 2015: Gotham (Fernsehserie, 2 Episoden)
- 2016: Quantico (Fernsehserie, 10 Episoden)
- 2018: Perfect Citizen (Pilotfolge)
- 2019–2020: Navy CIS: New Orleans (NCIS: New Orleans, Fernsehserie, 2 Episoden)
- 2025: The Dutchman